# Firdou
Le Firdou (ou Firdu en diola) est une région historique de la Haute-Casamance (Sénégal), surtout peuplée par les Peuls, qui correspond approximativement à l'actuelle région de Kolda.